# Khoni (plaats in India)
Khoni is een census town in het district Thane van de Indiase staat Maharashtra. 

## Demografie
Volgens de Indiase volkstelling van 2001 wonen er 22687 mensen in Khoni, waarvan 65% mannelijk en 35% vrouwelijk is. De plaats heeft een alfabetiseringsgraad van 67%. 